# Кіжик
Кіжик (рум. Chijic) — село у повіті Біхор в Румунії. Входить до складу комуни Копечел.
Село розташоване на відстані 417 км на північний захід від Бухареста, 19 км на південний схід від Ораді, 112 км на захід від Клуж-Напоки.

## Населення
За даними перепису населення 2002 року у селі проживали 317 осіб. Усі жителі села рідною мовою назвали румунську.
Національний склад населення села:
| Національність | Кількість осіб | Відсоток |
| -------------- | -------------- | -------- |
| румуни         | 306            | 96,5%    |
| цигани         | 11             | 3,5%     |